# Região Geográfica Imediata de Paragominas
A Região Geográfica Imediata de Paragominas é uma das 21 regiões imediatas do estado brasileiro do Pará, uma das 5 regiões imediatas que compõem a Região Geográfica Intermediária de Castanhal e uma das 509 regiões imediatas no Brasil, criadas pelo IBGE em 2017. É composta de 6 municípios.

## Município integrantes
| Região geográfica imediata                | Municípios                                                              | População Estimativa 2018 | Área (km²) |
| ----------------------------------------- | ----------------------------------------------------------------------- | ------------------------- | ---------- |
| Região Geográfica Imediata de Paragominas | Aurora do ParáDom EliseuIpixuna do ParáMãe do RioParagominasUlianópolis | 351 620                   | 37 196,424 |